# Marina di Campo
Marina di Campo è la frazione che costituisce il capoluogo del comune sparso di Campo nell'Elba, in provincia di Livorno.

## Geografia fisica
Marina di Campo è situata sull'omonimo golfo nel tratto litoraneo meridionale dell'isola d'Elba ed è separato a est dall'ampio golfo di Lacona dal promontorio di Capo di Fonza. L'opposta punta invece costituisce la coda di uno sperone che dal monte Capanne avanza verso scirocco sino al Capo di Poro, lungo la marina di San Piero in Campo.

## Storia
L'abitato di Marina di Campo sorse presso il golfo nel corso dell'epoca moderna in quella pianura (in latino campus) anticamente chiamata, per la sua peculiarità di zona umida, Maremma dell'Elba, alle pendici dei colli di Sant'Ilario e di San Piero. Questo territorio pianeggiante è stato tra i più densamente abitati dell'isola in età medievale. Il centro, detto Port'i Campo, si sviluppò attorno alla torre di Marina di Campo, attestata dal 1596.
Nella metà del XIX secolo, lo storico Emanuele Repetti così descrive l'abitato nel suo Dizionario geografico fisico storico della Toscana: «L'aere della marina di Campo riesce malsana e cagiona febbri periodiche a chi vi abita nella estiva stagione, sicché obbliga gl'indigeni a ritirarsi nei sovrastanti paesi di S. Ilario e di S. Pietro, mentre i marini evitano in quei mesi di prender porto in cotesto seno, dove nella primavera suol farsi copiosa pescagione di sardelle e di acciughe.»

## Monumenti e luoghi d'interesse

### Architetture religiose
- Chiesa di San Gaetano, chiesa parrocchiale della frazione,[4] intitolata a san Gaetano da Thiene, è situata al centro dell'abitato.[5] L'edificio di culto è stato consacrato l'11 luglio 1964, contemporaneamente allo sviluppo urbano e demografico dell'abitato, in quanto in precedenza l'unico luogo per lo svolgimento delle funzioni era una piccola cappella presso lo scalo portuale.[5] Il campanile è stato invece inaugurato il 12 dicembre 2000 con benedizione del vescovo Giovanni Santucci.[5] All'interno è stato allestito un piccolo museo di arte sacra istituito nel 1998 che mostra sedici tele del pittore Italo Bolano sulla Vita di Cristo.[5]

- Chiesa di San Mamiliano, piccolo edificio di culto situato sul Colle di San Mamiliano, ora inglobato nell'area urbana di Marina di Campo, è legato al culto di san Mamiliano molto sentito nelle isole dell'arcipelago toscano.[6]  Di origine molto antica, anche se non se ne ha traccia nei documenti prima del 1343, potrebbe risalire al periodo pre-romanico.[6] All'interno sono custodite una tela del XIX secolo raffigurante San Mamiliano di Montecristo che uccide il drago e alcune reliquie ossee del santo che sono state traslate dalla chiesa di San Matteo a Pisa nel 1960, anno in cui la chiesa è stata nuavamente riaperta al culto.[6]

### Architetture civili
- Faro di Marina di Campo
- Faro di Monte Poro
- Caprile delle Macinelle
- Caprile di Pietra Murata
- Caprile del Collaccio

### Architetture militari
- Torre di Marina di Campo, attestata dal 1596, anno in cui fu data in custodia a Matteo d'Antonio di San Piero in Campo, fu realizzata presso il golfo del Campo a scopi difensivi e la sua attività fu incrementata quando parte del tratto litoraneo meridionale ed orientale dell'isola entrò a far parte dello Stato dei Presidii. Gli Spagnoli vi costruirono nelle vicinanze una cappella intitolata a San Gaetano da Thiene per permettere soste di preghiera alle guarnigioni in servizio presso la torre; fu proprio questo edificio di culto a permettere lo sviluppo in epoca contemporanea dell'abitato di Marina di Campo.

## Cultura
Presso Marina di Campo, in località Segagnana, è situato l'Acquario dell'Elba, dedicato alla fauna acquatica mediterranea.In primavera si svolge il palio degli asini nel quale i campioni delle contrade si sfidano in una corsa sulla spiaggia cavalcando a pelo. Notevoli i costumi di tutti le contrade, in particolare quelli dei Macchioni, che si affiancano a quelli degli altri contendenti che sono "il Piano", "Santa Lucia", "La Ginestra", "Sant’Ilario", "San Piero" e  "Bonalaccia et Filetto". Peccato per il rione del Porto, che con i suoi costumi di scarsa qualità, abbassa la media della manifestazione. 

## Economia
A Marina di Campo ha sede l'azienda Locman, fondata nel 1985 e specializzata nella produzione di orologi da polso.

## Infrastrutture e trasporti
L'unico aeroporto dell'isola d'Elba, noto come aeroporto di Marina di Campo, è in realtà situato nella vicina frazione di La Pila.
Il porto, di modesta grandezza, è utilizzato da imbarcazioni da diporto, pescherecci e, durante la stagione estiva, per servizio passeggeri per la vicina isola di Pianosa.